# Martin Lollesgaard
Martin Lollesgaard (* 15. Januar 1987 in Odense) ist ein dänischer Radrennfahrer. Auf der Bahn wurde er  2006 und 2007 dänischer Meister in der Mannschaftsverfolgung. Auf der Straße fuhr er von 2006 bis zum Ende der Saison 2009 bei dänischen Continental Teams, ohne Siege bei Meisterschaften oder internationalen Radrennen zu erzielen.

## Erfolge
2006
- Dänischer Meister Mannschaftsverfolgung

2007
- Dänischer Meister Mannschaftsverfolgung

## Teams
- 2006 Odense Energi
- 2007 Odense Energi
- 2008 Odense Energi (bis 23. Juni)
- 2008 Team Energi Fyn (ab 24. Juni)
- 2009 Team Energi Fyn